# Bäckseda landskommun
Bäckseda landskommun var en tidigare kommun i Jönköpings län.

## Administrativ historik
När 1862 års kommunalförordningar trädde i kraft den 1 januari 1863 inrättades i Sverige cirka 2 400 landskommuner samt 89 städer och ett mindre antal köpingar.
Då inrättades i Bäckseda socken i Östra härad i Småland denna kommun.
Vid kommunreformen 1952 uppgick den i Vetlanda landskommun som sedan 1971 uppgick i Vetlanda kommun. 

## Politik

### Mandatfördelning i Bäckseda landskommun 1938-1946
| 9 | 5 | 6 |

| 20 |

| 20 |

| 20 |

| 9 | 7 | 4 |

| 19 |